# Salvador Vergara Larralde
Salvador Vergara Larralde (Etxalar, Navarra, 1952), més conegut com a Vergara II, fou un jugador professional de pilota basca a mà, en la posició de davanter. Germà del també pilotari Vergara I.
Va debutar el 1973 i es retirà el 1973, d'aleshores ençà és director tècnic de l'empresa pilotari Asegarce. En tota la seua carrera com a professional va jugar 2.180 partides, essent una mitjana de 109 partides per any, una cada tres dies.

## Palmarés
- Campió per parelles: 1985, 1986 i 1992.
- Subcampió per parelles: 1981 i 1990.